# Anatoli Starostin
Anatoli Starostin (n. 18 ianuarie 1960, Сталинобод, Republica Sovietică Socialistă Tadjikă, URSS) este un sportiv ce a reprezentat Uniunea Republicilor Sovietice Socialiste, medaliat olimpic. A participat la două ediții ale Jocurilor Olimpice (1980, 1992) în care a câștigat o medalie de aur și o medalie de argint.